# Lorenzo Gordinho
Lorenzo Anthony Joao Gordinho (Benoni, 26 aprile 1994) è un calciatore sudafricano, difensore del Cape Town City.

## Carriera

### Club
Cresciuto nel settore giovanile del Kaizer Chiefs, ha esordito in prima squadra l'11 febbraio 2014 disputando l'incontro di Premier Division pareggiato 2-2 contro il Durban City.
Il 14 settembre 2020 viene acquistato a titolo definitivo dai danesi del Viborg.

### Nazionale
Nel 2017 ha giocato tre partite con la nazionale sudafricana.

## Statistiche

### Cronologia presenze e reti in nazionale
| Cronologia completa delle presenze e delle reti in nazionale ― Sudafrica | Cronologia completa delle presenze e delle reti in nazionale ― Sudafrica | Cronologia completa delle presenze e delle reti in nazionale ― Sudafrica | Cronologia completa delle presenze e delle reti in nazionale ― Sudafrica | Cronologia completa delle presenze e delle reti in nazionale ― Sudafrica | Cronologia completa delle presenze e delle reti in nazionale ― Sudafrica | Cronologia completa delle presenze e delle reti in nazionale ― Sudafrica | Cronologia completa delle presenze e delle reti in nazionale ― Sudafrica |
| Data                                                                     | Città                                                                    | In casa                                                                  | Risultato                                                                | Ospiti                                                                   | Competizione                                                             | Reti                                                                     | Note                                                                     |
| ------------------------------------------------------------------------ | ------------------------------------------------------------------------ | ------------------------------------------------------------------------ | ------------------------------------------------------------------------ | ------------------------------------------------------------------------ | ------------------------------------------------------------------------ | ------------------------------------------------------------------------ | ------------------------------------------------------------------------ |
| 13-6-2017                                                                | Moruleng                                                                 | Sudafrica                                                                | 1 – 2                                                                    | Zambia                                                                   | Amichevole                                                               | -                                                                        |                                                                          |
| 2-7-2017                                                                 | Phokeng                                                                  | Sudafrica                                                                | 0 – 1                                                                    | Tanzania                                                                 | Coppa COSAFA 2017 - Quarti di finale                                     | -                                                                        |                                                                          |
| 7-7-2017                                                                 | Moruleng                                                                 | Sudafrica                                                                | 1 – 0                                                                    | Namibia                                                                  | Coppa COSAFA 2017 - Finale 3º posto                                      | -                                                                        | 85’                                                                      |
| Totale                                                                   |                                                                          | Presenze                                                                 | 3                                                                        |                                                                          | Reti                                                                     | 0                                                                        |                                                                          |

## Palmarès

### Club

#### Competizioni nazionali
- MTN 8: 1

Kaizer Chiefs: 2014
- Campionato sudafricano: 1

Kaizer Chiefs: 2014-2015
- 1. Division: 1

Viborg: 2020-2021